# 朝倉警察署
朝倉警察署（あさくらけいさつしょ）は、福岡県警察が管轄する警察署の一つで、福岡地区に属する。

## 概要
朝倉地域の朝倉市・筑前町・東峰村の1市1町1村を管轄する。朝倉地域の市町村は福岡地区に属しているが、他の福岡地区の自治体と異なり、福岡運輸支局の久留米自動車検査登録事務所の管轄区域に含まれていることから、自動車のナンバープレート地名は「福岡」ではなく「久留米」となっている。
署庭には、秋月の乱で殉職した穂波半太郎警部など、管内で殉職した警察官を慰霊するため、殉職警察官の碑が建立されている。

## 所在地
- 福岡県朝倉市甘木225番地1
  - 甘木文化会館の南、文化会館通り沿いに位置する。

## 管轄区域
- 朝倉市、朝倉郡筑前町・東峰村

## 沿革
- 1875年（明治8年）2月 - 夜須郡甘木村に巡視所として設置。
- 1877年（明治10年）2月 - 甘木警察署となる。同年末までに、福岡県内に設置された8署（福岡・芦屋・飯塚・甘木・久留米・柳河・小倉・八屋）の一つであった。
- 1954年（昭和29年）7月1日 - 福岡県警察発足。甘木市に福岡県甘木警察署設置。
- 1995年（平成7年）1月 - 現庁舎新築移転。
- 2006年（平成18年）3月20日 - 甘木市・杷木町・朝倉町が合体して朝倉市が発足。甘木警察署が福岡県朝倉警察署に改称[1]。

## 交番
| 名称     | 読み   | 所在地                      |
| -------- | ------ | --------------------------- |
| 甘木交番 | あまぎ | 朝倉市甘木702番地3          |
| 杷木交番 | はき   | 朝倉市杷木池田558番地3      |
| 三輪交番 | みわ   | 朝倉郡筑前町久光993番地1    |
| 夜須交番 | やす   | 朝倉郡筑前町東小田1681番地1 |

## 駐在所
| 名称         | 読み         | 所在地                          |
| ------------ | ------------ | ------------------------------- |
| 秋月駐在所   | あきづき     | 朝倉市秋月529番地               |
| 金川駐在所   | かながわ     | 朝倉市屋永3366番地4             |
| 福城駐在所   | ふくじょう   | 朝倉市小隈501番地2              |
| 三奈木駐在所 | みなぎ       | 朝倉市三奈木280番地10           |
| 高木駐在所   | たかき       | 朝倉市黒川1536番地1             |
| 比良松駐在所 | ひらまつ     | 朝倉市宮野1993番地3             |
| 入地駐在所   | いりじ       | 朝倉市入地1602番地3             |
| 小石原駐在所 | こいしわら   | 朝倉郡東峰村大字小石原941番地9  |
| 宝珠山駐在所 | ほうしゅやま | 朝倉郡東峰村大字宝珠山6411番地1 |